# Willie Alexander
Willie Alexander, detto Loco (Filadelfia, 13 gennaio 1943), è un musicista statunitense, celebre principalmente per essere stato per un breve periodo membro del gruppo rock statunitense The Velvet Underground.
In precedenza Alexander aveva suonato nei The Lost, nei The Bagatelle e nei The Grass Menagerie riscuotendo un certo successo a livello locale prima di diventare membro dei The Velvet Underground a fine 1971, raggiungendo gli ex compagni dei Grass Menagerie Doug Yule e Walter Powers, rimpiazzando Sterling Morrison, che aveva lasciato il gruppo per intraprendere la carriera accademica.

## Inizi
Alexander (tastierista e compositore) cominciò la sua carriera musicale con il duo folk "Baba & Willie Loco" e in seguito formò i Lost, band che comprendeva anche Ted Myers (chitarra), Hugh Magbie (chitarra solista e voce), Tony Pfeiffer (batteria) e Walter Powers (basso). Il gruppo si formò nel 1964 al Goddard College di Plainfield, nel Vermont e debuttò a Burlington (Vermont). In seguito i Lost si trasferirono a Boston, Magbie e Pfeiffer se ne tornarono al college e al gruppo si unirono Lee Mason (batteria) e Kyle Garrahan (chitarra). Questa formazione registrò un demotape prodotto da Barry Tashian, il leader dei The Remains.
Il provino interessò la Capitol Records, così i Lost firmarono un contratto e registrarono le due canzoni del singolo Maybe more than you/Back door blues (1965), un discreto successo nell'area di Boston e dintorni. Il gruppo supportò in concerto, in quel periodo, nomi come Sonny & Cher, James Brown, Supremes e Beach Boys. Il secondo 45 giri del gruppo uscì nell'agosto del 1966 ("Violet gown"), ma per qualche ragione il disco fu ritirato dal mercato dalla Capitol e sostituito con una versione diversa della canzone. L'etichetta non esercitò l'opzione sul gruppo e i Lost si trovarono senza un contratto discografico.
Durante gli ultimi concerti dei Lost, Willie Alexander, Lee Mason e Walter Powers si esibivano anche come trio con il nome di Mere Bagatelle. Con lo scioglimento dei Lost, i Mere Bagatelle diventarono Bagatelle, guidati da Lee Mason e senza gli altri due compagni d'avventura precedenti. Solo in seguito Willie Alexander si unì nuovamente ai Bagatelle, sostituendo Bob Degan. Il gruppo firmò un contratto discografico con la ABC e debuttò con il singolo Suck a fuss about Sunday (1968), un successo discreto che consentì di finanziare le registrazioni dell'album 11pm Saturday, prodotto da Tom Wilson. All'epoca, Willie Alexander militava anche nei Grass Menagerie, nel quale suonava la batteria, con Rennie Millican al piano, Walter Powers al basso (già nei Lost con Alexander), i due chitarristi Gill Glasser e John Hayden e la voce femminile di Lynn Sheffield (in qualche caso, anche chitarrista e compositrice). Nello stesso periodo al gruppo si unì anche Doug Yule (che in seguito lasciò per rimpiazzare John Cale nei Velvet Underground).
Il gruppo registrò qualche canzone per la RCA e la Vanguard, ma nulla è mai stato pubblicato ufficialmente.
Quando anche Lou Reed prima e Sterling Morrison dopo si stancarono dei Velvet Underground e lasciarono il gruppo, Yule aveva conquistato la leadership della band e chiamò a far parte del gruppo Alexander.

## Velvet Underground
Con i Velvet Underground, Alexander si esibì in Inghilterra, Scozia e Paesi Bassi in supporto dell'allora album in uscita del gruppo, Loaded. Dopo aver completato il tour il 21 novembre 1971 a Groningen, la band pianificò di iniziare le registrazioni per un nuovo disco, ma il manager del gruppo, Steve Sesnick, mandò a casa tutti i membri del gruppo a parte Yule, lasciandolo solo a registrare quello che diventerà l'album Squeeze (pubblicato nel 1973), solo nominalmente un album dei Velvet Underground ma in realtà un album solista di Doug Yule. Alexander, disgustato, lasciò immediatamente la band.
Dopo aver lasciato i Velvet Underground, iniziò una proficua carriera musicale, sia solista che con il suo gruppo, la Boom Boom Band, durata fino ai giorni nostri. Nel mezzo, Alexander si unì a Powers per un tour in Francia nel 1982 sotto l'egida dell'etichetta punk francese New Rose Records.

## Discografia

### Solista
- Solo Loco (1981)
- Tap Dancing on My Piano (1986)
- The Dragons Are Still Out (1988)
- Greatest Hits (1988)
- Fifteen Years of Rock & Roll with Willie Alexander (1991)
- Willie Loco Boom Boom Ga Ga 1975-1991 (1992)
- Private WA (1993)
- The Holy Babble (1996)
- Loco in Beantown (1999)
- The New Rose Story 1980-2000 (2001)
- Solo Loco Redux (2002)
- Vincent Ferrini's Greatest Hits (2009)

### Willie Alexander and the Persistence of Memory Orchestra
- Willie Alexander's Persistence of Memory Orchestra (1993)
- The Persistence of Memory Orchestra: The East Main St. Suite (1999)

### Willie Alexander and the Boom Boom Band
- Sperm Bank Babies (1978; bootleg ufficiale)
- Willie Alexander and the Boom Boom Band (1978)
- Meanwhile... Back in the States (1978)
- Pass the Tabasco (1996 - ristampa dei primi due album)
- Loco Live 1976 (2001)
- Dog Bar Yacht Club (2005)

### Willie Alexander and the Confessions
- Autre Chose (live, 1982)
- A Girl Like You (1982)

### The Fish Eye Brothers
- When the Swan was on the Boulevard (2009)

### Con i The Bagatelle
- The 11 p.m. Saturday LP (1968)

### Con i The Lost
- Early Recordings, Demos, Acoustic and Live 1965-1966 (1996)

### Con i Velvet Underground
- Final V.U. 1971-1973 (2001)

## Fonti
1. Anonimo. "Velvet Underground ist wieder da!" In: Sounds, Novembre-Dicembre 1971. Intervista con la band. link
2. Henry Daniel. "Velvet Underground". In: Frendz, 5 novembre 1971. Intervista con la band. link
3. Arjan de Weerd. "Despite All the Amputations, the Name of This Band Is Velvet Underground", 2 luglio 2004. Intervista con Willie Alexander sulla sua breve militanza nei V.U. link